# 普季亞京齊
49°22′32″N 24°39′3″E / 49.37556°N 24.65083°E
普佳滕齊（烏克蘭語：Путя́тинці），是烏克蘭西部的村莊，隸屬伊萬諾-弗蘭科夫斯克州的伊萬諾-弗蘭科夫斯克區。該村面積12.9平方公里，2001年人口1,018，人口密度每平方公里78.7人。